# Farbod Borhanazad
Farbod Borhanazad (* 17. Juni 1989 in Köln) ist ein ehemaliger deutsch-iranischer Filmschauspieler.
Im Sommer 2009 war er in der Rolle des Schülers Ahmed in der ersten Staffel der RTL-Comedyserie Der Lehrer zu sehen. Diese wurde bereits 2007 gedreht. Nach diesem Projekt hat er sich aus der professionellen Schauspielerei zurückgezogen.

## Filmografie
- 2009: Der Lehrer (Fernsehserie, 9 Folgen)